# St. Vitus (Iphofen)

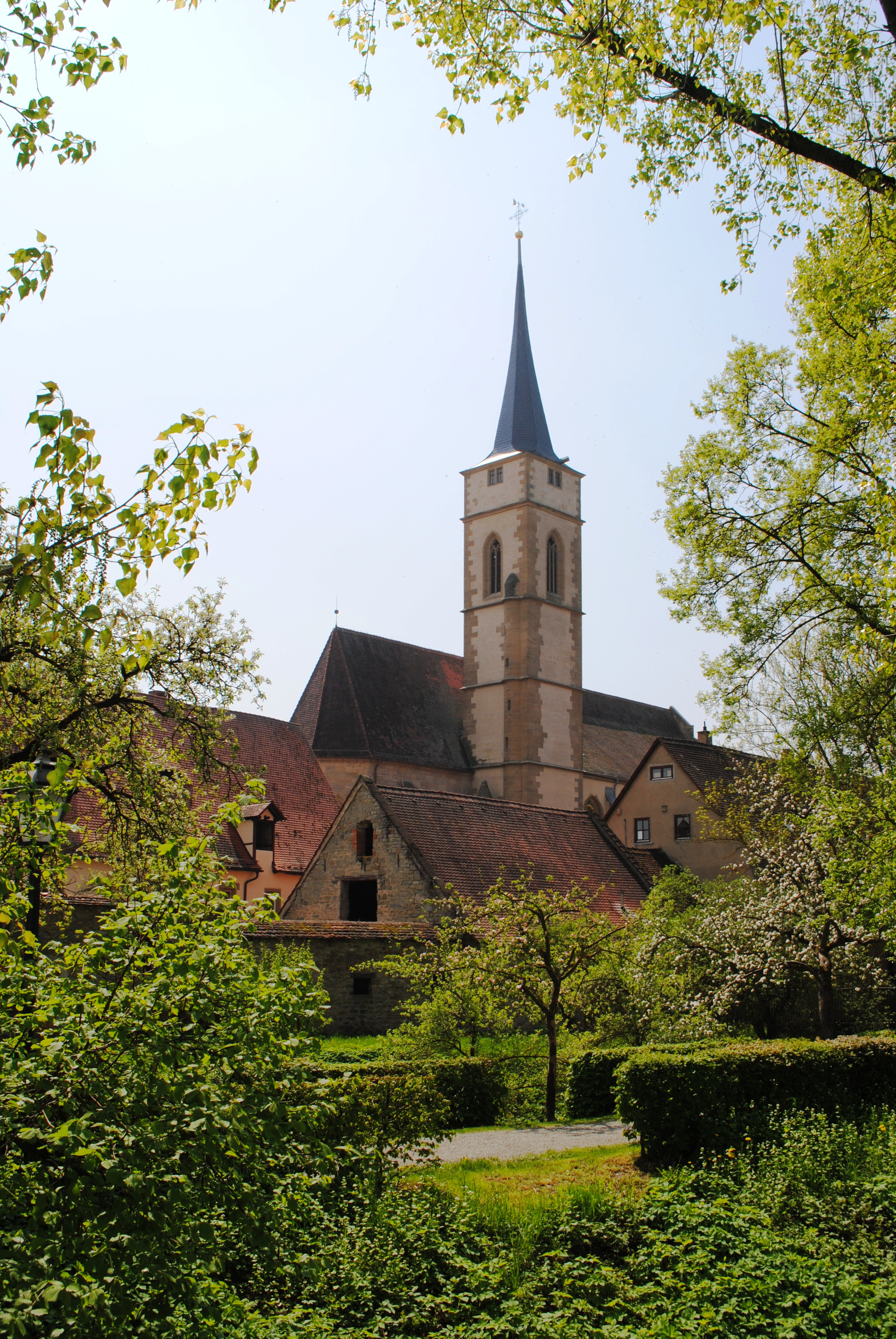
Die Stadtkirche St. Vitus

Die Pfarrkirche St. Vitus ist die größte Kirche von Iphofen im Landkreis Kitzingen in Bayern. Sie liegt im Norden der Altstadt Iphofen am Kirchplatz.

## Geschichte
Im Jahr 1293 wurde an der Stelle der heutigen Kirche bereits eine Kapelle erwähnt. Sie war Eigentum der Grafen Castell. 1303 tauchte zum ersten Mal der Begriff „ecclesia“ (dt. Kirche) für das Gebäude auf. Im Jahr 1349 wird die Kirche erstmals als Pfarrkirche bezeichnet, zuvor hatte die südlich gelegene Martinskirche alleine diese Funktion inne. Während dieser Zeit wurden Baumaßnahmen an der Kirche vorgenommen. Geweiht wurde das Gebäude auf die Heiligen Vitus, Nikolaus, Jodocus, Helena, Barbara, die heilige Jungfrau und das Kreuz.
Das Jahr 1457 brachte Änderungen für die Kirche. Das Eigentum ging auf die Stadt Iphofen über. Zuvor, im Jahr 1414, erhielt der Chor sein heutiges Aussehen. Der charakteristische Turm wurde gebaut. 1465 nahm die Stadt größere Instandsetzungsarbeiten vor. Ende des 15. Jahrhunderts wurde das Langhaus vollständig abgebrochen.
Der Wiederaufbau der Kirche kam wegen mehrerer Kriege und Aufstände im folgenden Jahrhundert zeitweise ganz zum Erliegen. Erst im Zeitraum 1581–1612 konnte der Bau fertiggestellt werden. Treibende Kraft hinter diesem Wiedererstehen der Kirche war der Würzburger Fürstbischof Julius Echter von Mespelbrunn, der die vormals zum weit überwiegenden Teil evangelische Stadt in den Jahren nach 1586 durch seine rigide Politik der Rekatholisierung durch eine Reihe von Zwangsmaßnahmen zum Katholizismus zurückführte. Der Baumeister der Kirche war Jobst Pfaff aus Würzburg.
1598 nahm man eine Aufstockung des Turmes vor. Ein spitzes Dach wurde aufgesetzt (sog. Echterturm). 1680 wurden die beiden Iphöfer Pfarreien St. Vitus und Hl. Blut vereinigt. Weitere Ausbesserungen am Gebäude wurden 1701–1706 vorgenommen. Im 20. Jahrhundert restaurierte man Innenausstattung (1964/1965) und Kirchengebäude (1970). Heute führt das Bayerische Landesamt für Denkmalpflege das Kirchengebäude unter der Nummer D-6-75-139-52.

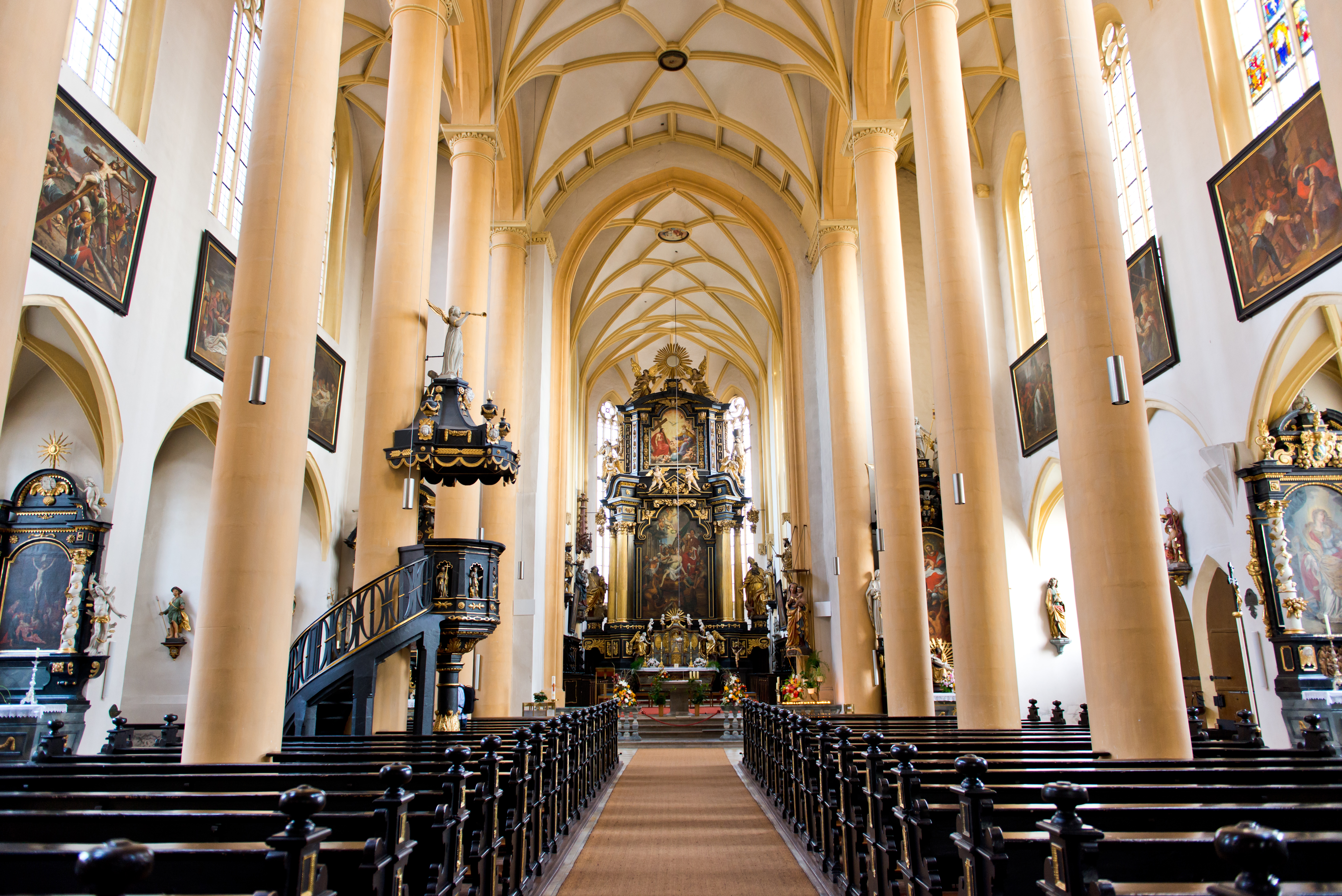
Innenraum mit Altar und Kanzel von St. Vitus, Iphofen

## Architektur
Die Kirche präsentiert sich als dreischiffige Hallenkirche. Hohe Rundpfeiler mit toskanisch anmutenden Kapitellen der Renaissance täuschen über die eigentlich spätgotische Erbauungszeit hinweg. Ein einschiffiger Chor wird von Netz- und Sterngewölben überspannt. Die Schlusssteine im Mittelgewölbe zeigen verschiedene Wappen. Das des Bamberger Erzbischofs Michael von Deinlein, das des Königreichs Bayern. Die Wappen der Stadt Iphofen und von Fürstbischof Julius Echter folgen.

## Ausstattung

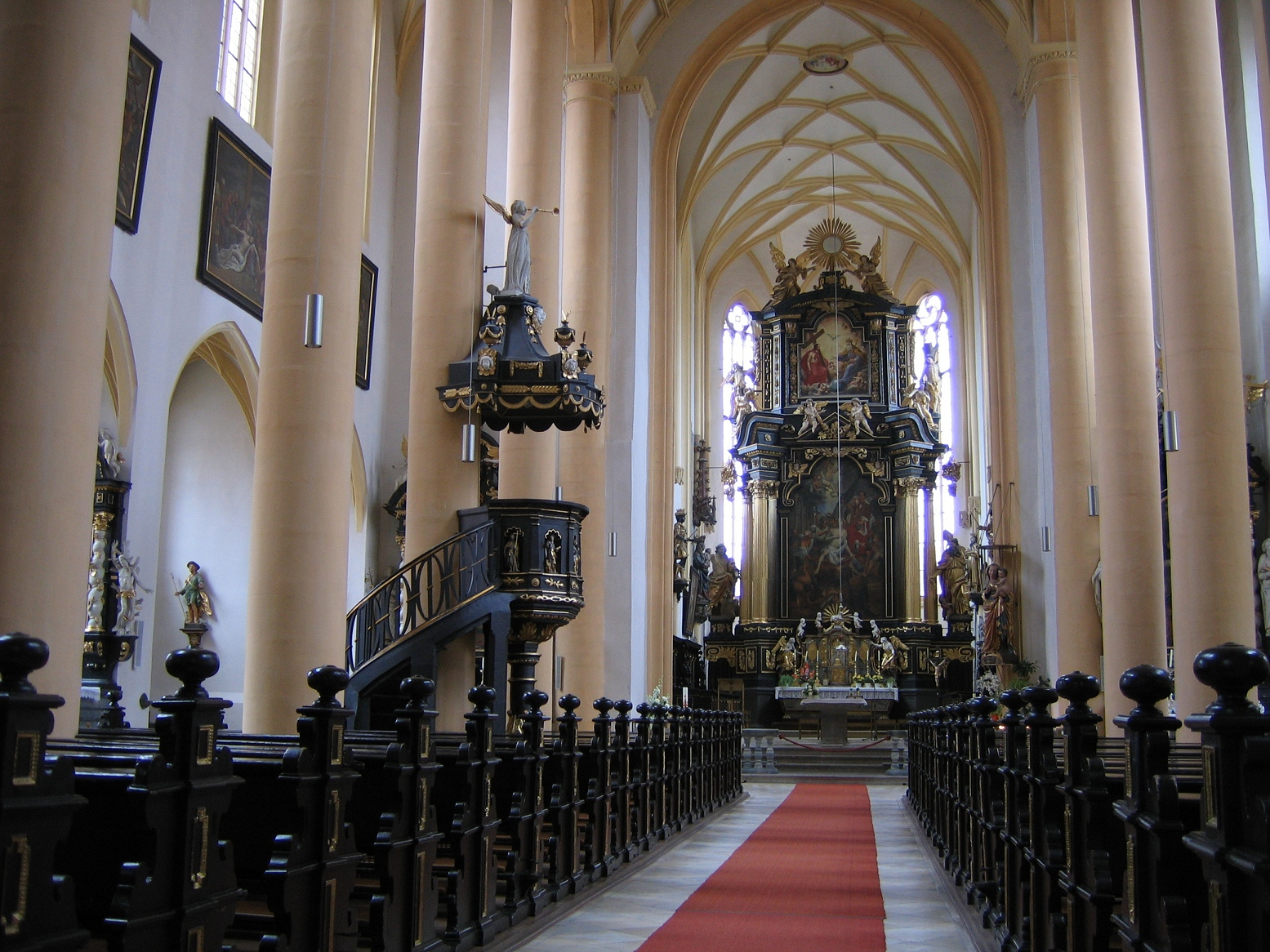
Pfarrkirche St. Veit, Blick zum Hauptaltar
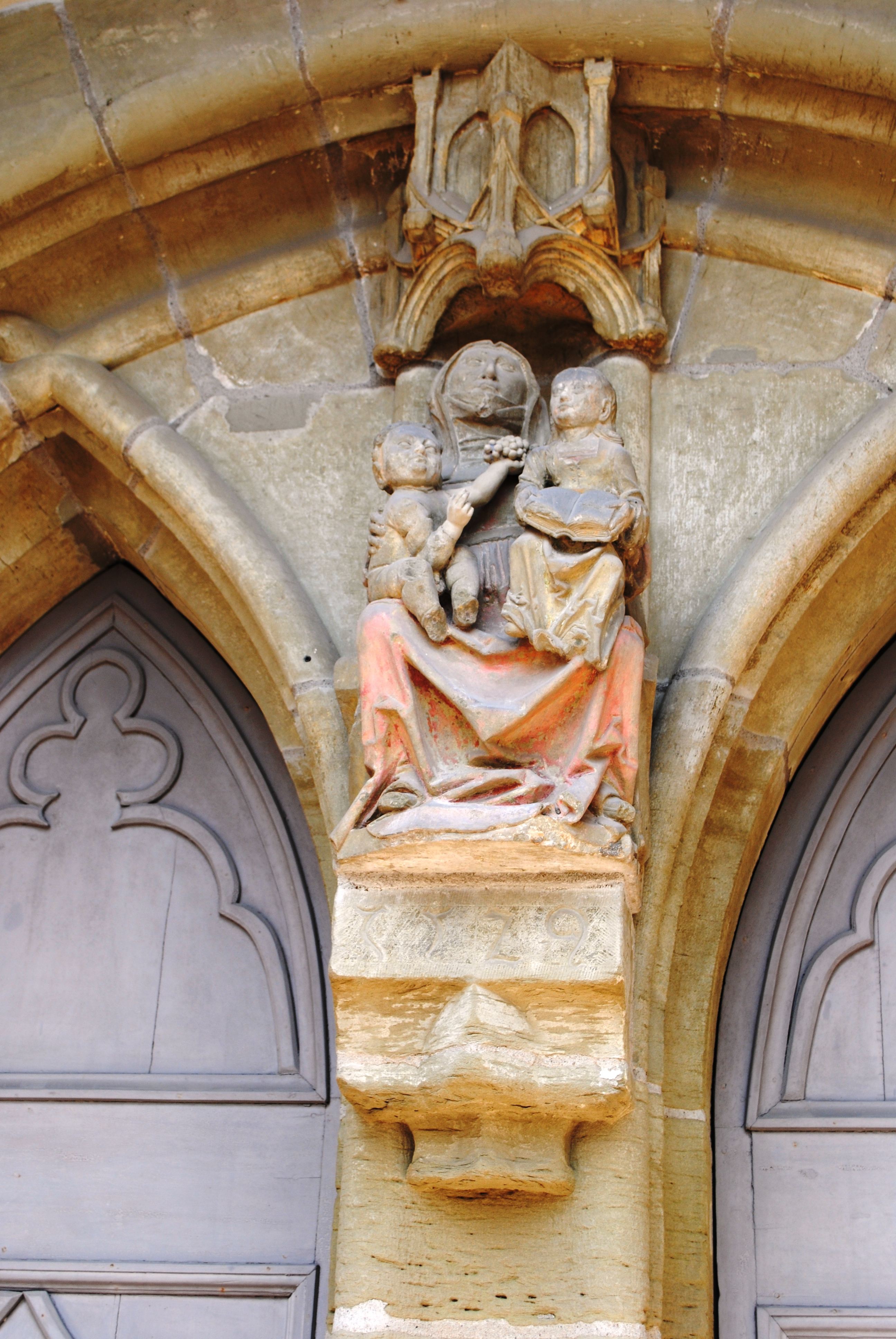
Anna selbdritt über dem Portal
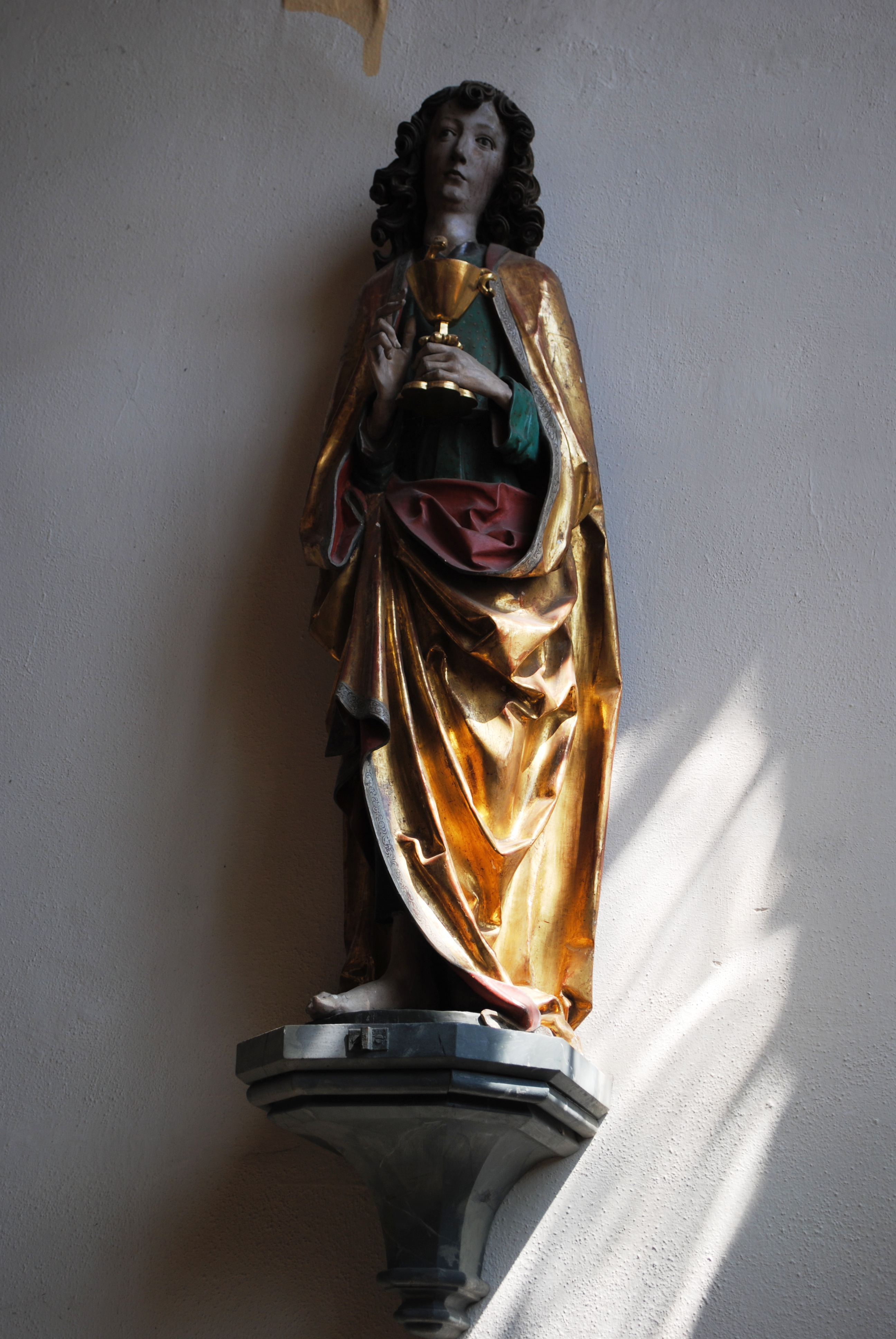
Die Johannesfigur von Tilman Riemenschneider

### Chor
Das Augenmerk im Inneren der Kirche richtet sich zuerst auf den Hochaltar im Herzen des Chors. Er entstand im späten 17. Jahrhundert und ist zweigeschossig angelegt. Das untere Bild zeigt das Martyrium des heiligen Veit, dem Namenspatron der Kirche. Die Figuren des heiligen Johannes und Valentin flankieren den Altar.
Seitlich sind im Chor die Statuen der Heiligen Michael und Sebastian angebracht. Die Tabernakelanlage, ein Werk des Frühklassizismus, zeigt Bilder der Eucharistie. Links wird die Bundeslade und ein Tisch mit Schaubroten dargestellt. Rechts sieht man eine Kanne und einen schützenden Pelikan. Bekrönt wird die Anlage von einem weiteren Pelikan.
Im Chorraum, unter einem Baldachin im Norden, befindet sich eine steinerne Madonna aus dem Jahr 1420. Im Hintergrund wurden Wandmalereien der Spätrenaissance freigelegt. Die Konsolen sind in den Formen von Musikengeln gearbeitet. Außerdem befinden sich im Chorraum zwei Epitaphien. Freiherr Franz Otto von und zu Franckenstein und Johann Moritz von Wenkheim liegen hier.

### Fenster
Die Chorverglasung ist einer der weiteren Schätze der Kirche. Sie stellen die Legenden der Heiligen Vitus und Sebaldus dar. Auf der Chornordseite: Vitus weigert sich den Göttern zu opfern und wird deshalb gezüchtigt und Die Wunderheilung. Auf der Chorsüdseite: Engelwunder und Martyrium.
Die östlichen Fenster zeigen die Geschichte des Sebaldus. Brotwunder und Weinwunder im Norden und Bestattung und Auffindung des Sarkophags im Süden des Chors. Engelsfiguren rahmen die Bilder ein.

### Krippenfiguren
Seit Dezember 2011 finden sich in der Kirche einige Krippenfiguren des Barock. Sie lagerten jahrelang in einem Panzerschrank und stammen vom Bildschnitzer Caspar Fromm, der sie im Jahr 1768 schuf. Gegenüber finden sich die drei Weisen eines unbekannten Künstlers.

### Orgel

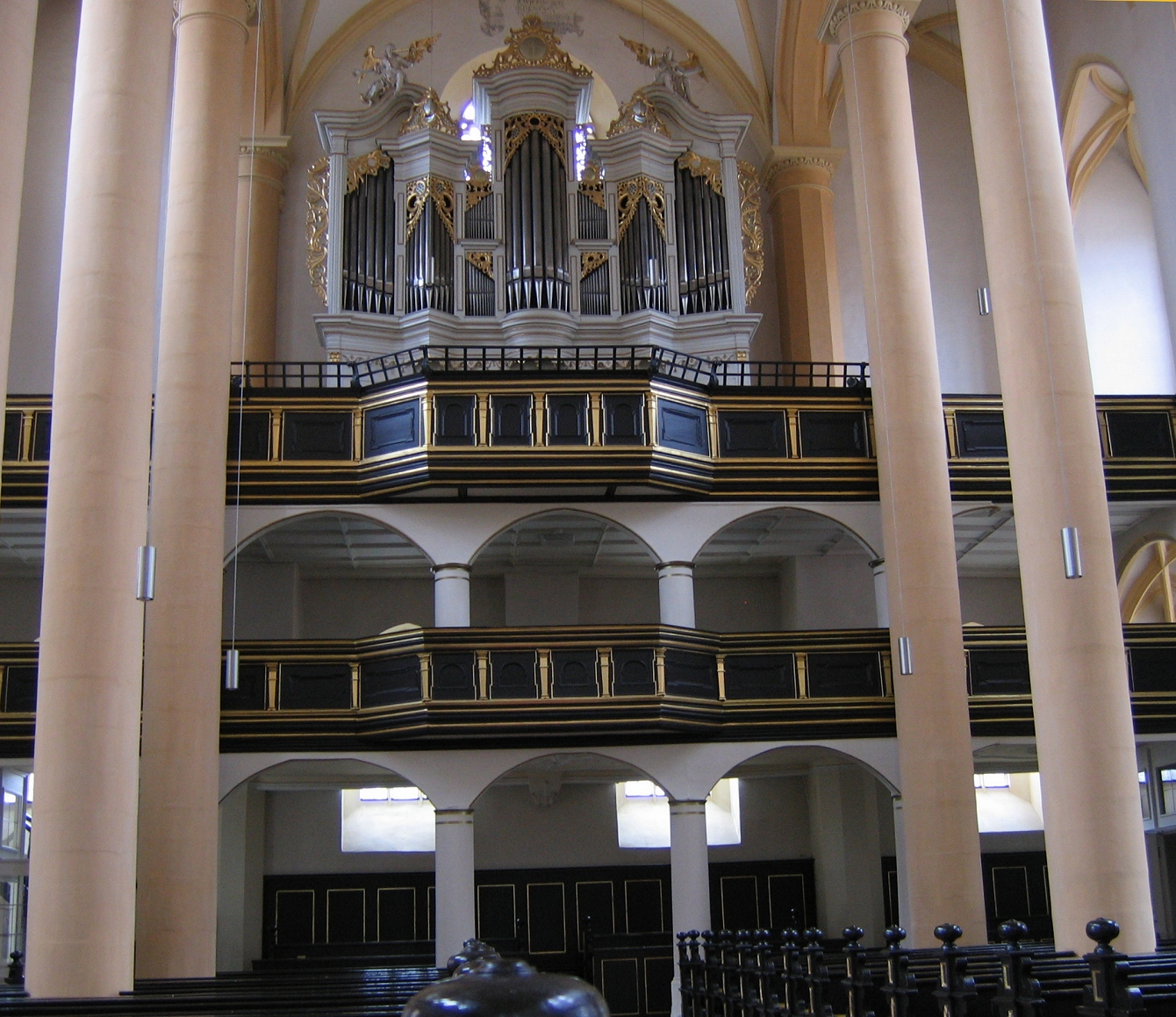
Pfarrkirche St. Veit, Orgelempore

Historischer Orgelprospekt der Seuffert Orgel von 1751 in St. Vitus, Iphofen

Die Orgel wurde im Jahre 1751 von dem Orgelbauer Johann Philipp Seuffert erbaut. 1985 bis 1986 wurde das Instrument durch die Orgelbauer Gebr. Mann restauriert und erweitert. Das Schleifladen-Instrument hat 23 Register auf zwei Manualwerken und Pedal. Die Spiel- und Registertrakturen sind mechanisch.
| I. Manualwerk C–c3 |       |
| Gedeckt            | 8′    |
| Holzflöte          | 4′    |
| Principal          | 4′    |
| Nasat              | 2′    |
| Waldflöte          | 2′    |
| Terz               | 1 ⁄3′ |
| Mixtur IV          | 1′    |
| Cymbelstern        |       |

| II. Manualwerk C–c3 |       |
| Prinzipal           | 8′    |
| Octav               | 4′    |
| Sup Octav           | 2′    |
| Mixtur IV           | 1 ⁄3′ |
| Copula              | 8′    |
| Flauto              | 4′    |
| Gamba               | 8′    |
| Salicional          | 8′    |
| Quint-Thön          | 8′    |
| Piffera             | 8′    |
| Quinta              | 3′    |
| Cymbel III          | 1⁄2′  |

| Pedalwerk C–d1 |     |
| Sub-Bahs       | 16′ |
| Octav-Bahs     | 8′  |
| Violin-Bahs    | 8′  |
| Mixtur-Bahs IV | 2′  |

- Koppeln: II/I, I/P, II/P

### Weitere Ausstattung
Im Jahr 1685 entstanden die beiden Seitenaltäre. Links empfiehlt der heilige Remigius von Reims Iphofen dem Schutz der heiligsten Dreifaltigkeit. Dieses Gemälde stammt vom Maler Johann Paul Codoman. Eingerahmt wird er von den Figuren der Heiligen Josef und Franziskus. Rechts überreicht das auf dem Schoss der Mutter sitzende Jesuskind dem heiligen Dominikus den Rosenkranz. Flankiert wird dieser Altar von Figuren der Aposteln Petrus und Paulus.
Eine Taufkapelle im Inneren der Kirche ist mit dem Epitaph des Jörg von Knotstat ausgestattet, das wohl vom Georg Riemenschneider stammt. Eine Statue des heiligen Johannes des Täufers auf der gegenüberliegenden Seite kommt auch aus der Schule Riemenschneiders. Vom Meister selbst findet sich in Iphofen die Figur des heiligen Johannes Evangelist in der südlichen Seitenkapelle.
Das Gnadenbild des Klosters Birklingen, eine Pietà aus dem 15. Jahrhundert steht auf dem Altartisch des rechten Seitenaltars. Im Jahr 1700 wurde die Figur im zerstörten Kloster entdeckt und nach Iphofen verbracht. Eine weitere Marienfigur findet sich auf den Stufen zum Chor. Die "Schöne Madonna von Iphofen" stammt ebenfalls aus der Mitte des 15. Jahrhunderts. Eine Nürnberger Werkstatt schuf sie.
Die steinerne Kanzel der Kirche ruht auf einem Balusterpfeiler. Sie entstand um das Jahr 1600 (Korpus, Treppenaufgang) und 1780 (Schalldeckel). In den Kanzelnischen finden sich die Figuren des Johannes Baptist, Christus Salvator, Johannes Evangelist, Matthäus und Lukas. Bekrönt wird sie von einem Engelschor. Kreuzwegstationen des Jahres 1611 und die Orgel von 1751 (Johann Philipp Seuffert) ergänzen das ganze Ensemble.

### Außen
Über dem südlichen Seiteneingang findet sich die Skulptur einer Anna selbdritt. Sie wurde 1529 geschaffen. Zwischen Chor und Sakristei erhebt sich ein Ölberg aus der Mitte des 15. Jahrhunderts. Reste der alten Bemalung sind zu sehen. Nordöstlich der Kirche steht eine barocke Kreuzigungsgruppe.